# Lélape
En la mitología griega, Lélape o Laelaps (en griego antiguo Λαῖλαψ Lailaps, ‘viento de tormenta’) era un perro que siempre atrapaba a su presa cuando cazaba. Fue un regalo que Zeus hizo a Europa y que posteriormente pasó a poder de su hijo Minos; este lo regaló a Procris y más tarde el perro pasó a ser propiedad de Céfalo. En otra versión, el perro fue regalado a Procris por Diana. En otra versión de la mitología griega,  Laelapo, era un veloz perro que la diosa Diana había regalado al joven Céfalo, amante de la caza. Un día durante la caza, Laelapo fue convertido en piedra por los dioses, siendo su postura tan natural que parecía estar a punto de saltar.

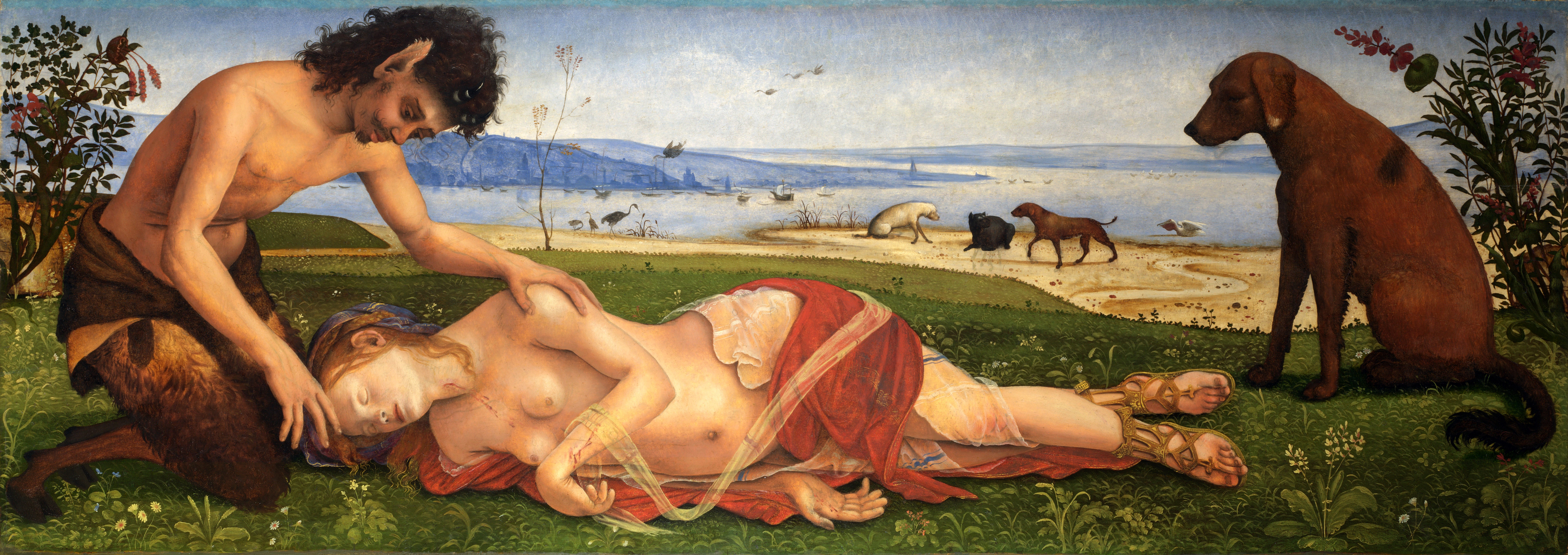
La muerte de Procris (Morte di Procri, ca. 1495), de Piero di Cosimo. A la derecha, Lélape.

## Versión de Antonino Liberal y Apolodoro
Según las obras del Pseudo-Apolodoro y la de Antonino Liberal, el perro fue un regalo de Minos a Procris. 
Minos tenía el problema de que eyaculaba serpientes, escorpiones y arañas que devoraban los genitales de sus amantes. Procris consiguió ayudarle introduciendo una vejiga de cabra en la vagina de Pasífae, la mujer de Minos. Así, Minos echaba las alimañas en la vejiga y luego sí podía realizar el acto sexual con Pasífae. En la versión de Apolodoro, Procris dio a Minos un brebaje para que nada la dañara y luego se acostó con él. A cambio de esta ayuda, Minos regaló a Procris el perro Lélape y una jabalina que nunca erraba el blanco.

## Versión de Higino y Ovidio
En cambio, en las versiones recogidas por Ovidio e Higino, el perro fue regalado a Procris por Diana.

## La paradoja
Céfalo, el marido de Procris, obtuvo posteriormente el perro y la jabalina y decidió usar al perro para cazar a la zorra teumesia, que nunca podía ser atrapada. Esto provocó una paradoja: un perro que siempre atrapaba a su presa y una zorra que no podía ser atrapada. La persecución prosiguió durante un tiempo hasta que Zeus, perplejo por sus destinos contradictorios, transformó a ambos animales en piedra, aunque también se decía que Lélape fue catasterizado en la constelación de Canis Major.